# Maestro del Ciclo di Vyššì Brod
Il Maestro del Ciclo di Vyššì Brod, detto anche Maestro di Hohenfurth (fl. XIV secolo), è stato un pittore anonimo ceco attivo intorno al 1350.
L'anonimo pittore boemo, probabilmente originario di Praga, deve il suo nome a nove tavole di un altare smembrato, proveniente dal monastero cistercense di Vyšší Brod (in tedesco Hohenfurth), della Boemia meridionale, con scene dell'Infanzia di Cristo e della Passione. L'opera, databile al 1350 circa e ora conservata alla Národní galerie di Praga, forse venne eseguita per Pietro I di Rozmberk, morto nel 1347.
|  |  |

Delle nove tavole sono attribuite al Maestro le scene con la Annunciazione, la Natività e forse la Adorazione dei Magi e la Resurrezione; alla bottega sono attribuiti gli altri episodi.
Dello stesso ambito sono la Madonna di Vysehrad, databile a dopo il 1350, la Madonna di Kladsko, eseguita per l'arcivescovo Arnost di Pardubice, la Crocifissione Kaufmann (queste ultime due conservate a Berlino) e la Madonna di Veveri, databile a prima del 1350 e ora alla Národni Galerie di Praga.